# گولچاک، نظرت چیه؟
گولچاک، نظرت چیه؟ (به زبان لهستانی: Gulczas, a jak myślisz...) یک فیلم کمدی لهستانی به کارگردانی یژی گروزا است که در سال ۲۰۰۱ منتشر شد.

## گزیدهٔ بازیگران
- یانوش رِوینسکی
- رادوسواف پازورا
- یانوش خابیور
- دانیل اولبریخسکی
- یژی گروزا